# Mount Juliet
Mount Juliet é uma cidade localizada no estado norte-americano de Tennessee, no Condado de Wilson. A cidade foi fundada em 1778, e incorporada em 1972.

## Demografia
Segundo o censo norte-americano de 2000, a sua população era de 12.366 habitantes.
Em 2006, foi estimada uma população de 19.369, um aumento de 7003 (56.6%).

## Geografia
De acordo com o United States Census Bureau tem uma área de
43,0 km², dos quais 42,1 km² cobertos por terra e 0,9 km² cobertos por água.

## Localidades na vizinhança
O diagrama seguinte representa as localidades num raio de 20 km ao redor de Mount Juliet.